# Sorina Pintea
Sorina Pintea (n. 13 septembrie 1965, Baia Mare, România) este un politician român, aleasă senator în 2016 din partea Partidului Social Democrat (PSD).

## Carieră politică
Pe 4 februarie 2017 și-a anunțat demisia din funcția de senator, alegând să rămână în funcția de manager al Spitalului Județean de Urgență "Dr. Constantin Opriș" Baia Mare.
Pintea a fost ministru al sănătății din 29 ianuarie 2018 din partea Partidului Social Democrat în Guvernul Dăncilă. A fost demisă după moțiunea de cenzură odată cu căderea guvernului Viorica Dăncilă.

## Controversă
Pe 28 februarie 2020 a fost prinsă în flagrant de procurorii DNA, după ce ar fi luat mită 120.000 de lei pentru un presupus contract de construcție a unor săli de operație. Pe 30 aprilie 2020 Sorina Pintea a fost trimisă în judecată de DNA.
Pe 6 iunie 2025 Sorina Pintea a fost condamnată definitiv de Curtea de Apel Cluj la 3 ani și 6 luni de închisoare cu executare pentru luare de mită în acest dosar.

## Viață personală
Pintea are doi copii.